# Cary Tennis Classic
Il Cary Tennis Classic, conosciuto anche come Atlantic Tire Championships per motivi di sponsorizzazione, è un torneo professionistico di tennis che si gioca annualmente dal 2015 sui campi in cemento all'aperto del Cary Tennis Park a Cary, negli Stati Uniti.
Inaugurato nel 2015 con il nome Cary Challenger come torneo maschile del circuito Challenger, nel 2024 viene disputata anche la prima edizione femminile, appartenente al circuito dell'ITF Women's Circuit, e il torneo prende il nome Cary Tennis Classic.

## Albo d'oro

### Singolare maschile
| Anno     | Campione             | Finalista                 | Punteggio        |
| -------- | -------------------- | ------------------------- | ---------------- |
| 2025     | Rei Sakamoto         | Liam Draxl                | 6–1, 6–4         |
| 2024     | Roman Safiullin      | Mattia Bellucci           | 1–6, 7–5, 7–5    |
| 2023 (2) | Zachary Svajda       | Rinky Hijikata            | 7–6(3), 4–6, 6–1 |
| 2023 (1) | Adam Walton          | Nicolas Moreno de Alboran | 6–4, 3–6, 7–5    |
| 2022     | Michael Mmoh         | Dominik Koepfer           | 7–5, 6–3         |
| 2021 (2) | Mitchell Krueger (2) | Bjorn Fratangelo          | 6–4, 6–3         |
| 2021 (1) | Mitchell Krueger (1) | Ramkumar Ramanathan       | 7–6(4), 6–2      |
| 2020     | Denis Kudla          | Prajnesh Gunneswaran      | 3–6, 6–3, 6–0    |
| 2019     | Andreas Seppi        | Michael Mmoh              | 6–2, 6(4)–7, 6–3 |
| 2018     | James Duckworth      | Reilly Opelka             | 7–6(4), 6–3      |
| 2017     | Kevin King           | Cameron Norrie            | 6–4, 6–1         |
| 2016     | James McGee          | Ernesto Escobedo          | 1–6, 6–1, 6–4    |
| 2015     | Dennis Novikov       | Ryan Harrison             | 6–4, 7–5         |

### Doppio maschile
| Anno     | Campioni                                  | Finalisti                               | Punteggio              |
| -------- | ----------------------------------------- | --------------------------------------- | ---------------------- |
| 2025     | Finn Reynolds James Watt                  | Patrick Harper Trey Hilderbrand         | 6–3, 6(2)–7, [10–5]    |
| 2024     | John Peers John-Patrick Smith             | Federico Agustín Gómez Petros Tsitsipas | walkover               |
| 2023 (2) | Andrew Harris Rinky Hijikata              | William Blumberg Luis David Martínez    | 6–4, 3–6, [10–6]       |
| 2023 (1) | Evan King (2) Reese Stalder               | Miķelis Lībietis Adam Walton            | 6–3, 7–6(4)            |
| 2022     | Nathaniel Lammons Jackson Withrow         | Treat Conrad Huey John-Patrick Smith    | 7–5, 2–6, [10–5]       |
| 2021 (2) | William Blumberg Max Schnur               | Stefan Kozlov Peter Polansky            | 6–4, 1–6, [10–4]       |
| 2021 (1) | Christian Harrison Dennis Novikov (2)     | Petros Chrysochos Michail Pervolarakis  | 6–3, 6–3               |
| 2020     | Tejmuraz Gabašvili Dennis Novikov (1)     | Luke Bambridge Nathaniel Lammons        | 7–5, 4–6, [10–8]       |
| 2019     | Sekou Bangoura Michael Mmoh               | Treat Conrad Huey John-Patrick Smith    | 4–6, 6–4, [10–8]       |
| 2018     | Evan King (1) Hunter Reese                | Fabrice Martin Hugo Nys                 | 6–4, 7–6(6)            |
| 2017     | Marcelo Arévalo Miguel Ángel Reyes Varela | Miķelis Lībietis Dennis Novikov         | 6(6)–7, 7–6(1), [10–6] |
| 2016     | Philip Bester Peter Polansky              | Austin Krajicek Stefan Kozlov           | 6–2, 6–2               |
| 2015     | Chase Buchanan Blaž Rola                  | Austin Krajicek Nicholas Monroe         | 6–4, 6(5)–7, [10–4]    |

### Singolare femminile
| Anno | Categoria    | Campionessa         | Finalista       | Punteggio        |
| ---- | ------------ | ------------------- | --------------- | ---------------- |
| 2024 | ITF $100,000 | Nuria Párrizas Díaz | Renata Zarazúa  | 6–3, 3–6, 7–6(2) |
| 2025 | ITF $100,000 | Darja Viďmanová     | Monika Ekstrand | 6–3, 6-1         |

### Doppio femminile
| Anno | Categoria    | Campionesse                 | Finaliste                          | Punteggio        |
| ---- | ------------ | --------------------------- | ---------------------------------- | ---------------- |
| 2024 | ITF $100,000 | Céline Naef Tamara Zidanšek | Oksana Kalašnikova Iryna Šymanovič | 4–6, 6–3, [11–9] |
| 2025 | ITF $100,000 | Ayana Akli Abigail Rencheli | Gabriella Broadfoot Maddy Zampardo | 6–3, 6–2         |